# Uteatsí
Els Uteatsí van ser una família de nakharark (nobles) d'Armènia que tenien el seu feu hereditari situat en una comarca de la província de l'Uti.